# SYMPHONIC LUNA SEA
「SYMPHONIC LUNA SEA」（シンフォニック・ルナ・シー）は1994年6月22日に発売されたLUNA SEAの楽曲をクラシックアレンジしたアルバムである。

## 概要
- 演奏はチェコ・フィルハーモニー管弦楽団が担当している。
- 全体のアレンジは大島ミチルが担当している。

## 曲目
1. CALL FOR LOVE
2. Rejuvenescence
3. WALL
4. MOON
5. BELIEVE
6. Déjàvu
7. Providence
8. WISH